# Yacot
Yacot és un poble del nord de l'Uruguai, ubicat al departament d'Artigas. La seva població aproximada és de 80 habitants. El seu nom és d'origen guaraní. Es troba sobre la frontera amb el Brasil.